# Mechanitis lysimnia tapajona
Mechanitis lysimnia tapajona  (лат.) — подвид тропических бабочек вида Mechanitis lysimnia, описанный в июне 2022 года биологами André Victor Lucci Freitas и Luísa L. Mota. Название подвида относится к ассоциации этого таксона с «центром эндемизма Тапажос». Обитает на юге Амазонии.

## Описание

### Самец
Начало усиков наполовину чёрное, а вершина наполовину жёлтая, 13-14 мм длины, с 34 члениками; область с 11 члениками, не заметно развита. Торакс чёрный с тонкой белой линией на спине; патагиум оранжевый. Длина переднего крыла 26-28 мм; длина заднего крыла 16-17 мм. Рисунок передних крыльев одинаковый на обеих сторонах: базальная треть оранжевая с центральным черным пятном (у некоторых особей треугольным) в дискальной ячейке, средняя часть желтая, последняя треть черная с большим апикальным желтым пятном; ряд мелких краевых белых точек в промежутках от вершины до CuA-CuA на нижней стороне. Основная окраска задних крыльев оранжевая, включая дискальную ячейку (у одной особи известной имеется дополнительное черное пятно меньшего размера на жилке CuA, возле дискальной ячейки); на нижней поверхности дискальные жилки покрыты желтыми чешуйками; костальная черная полоса от анального края до вершины, сливающаяся с широкой краевой фестончатой черной каймой от М до 3А, с маргинальными белыми точками в межвентральных промежутках на вентральной поверхности; серия постдискальных черных трапециевидных пятен простирается от базального внутреннего края до конца дискального отдела; одно бежевое пятно, типичное для вида, к которому принадлежит подвид, располагается в костальной области на верхней стороне заднего крыла.

### Самка
Самка очень похожа на самца, но с более округлыми передними крыльями. На переднем крыле более мелкие желтые постмедианные и/или краевые пятна, кроме крупного апикального пятна, имеются у двух из трех обследованных особей женского пола. Усики длиной 15-16 мм, с 37-39 члениками; область булавы с 13-14 члениками, не сильно развита. Длина переднего крыла 32-34 мм; длина заднего крыла 20-22 мм.

### Вариация
На основании нескольких известных особей (семь экземпляров и два изображения) изменчивость переднего крыла включает размер жёлтого апикального пятна, наличие дополнительных небольших желтых постмедианных и/или краевых пятен, размер и форму черного дискального пятна в оранжевой базальной области и наличие дополнительного чёрного пятна у основания жилки CuA, рядом с дискальной ячейкой. У одного из паратипов чёрное дискальное пятно имеется только на верхней поверхности; в анальном углу может присутствовать или отсутствовать пятно переменного размера. На заднем крыле размеры постдискальных чёрных трапециевидных пятен различны, а у некоторых особей они неплотно соединены между собой, образуя почти сплошную постдискальную черную полосу.

### Итог
Mechanitis lysimnia tapajona очень похож на Mechanitis lysimnia nesaea, особенно на особей, напоминающих форму sulphurescens, у которой имеется единственное субапикальное желтое пятно без желтых постмедианных пятен. Основное отличие заключается в преимущественно оранжевой дискальной клетке заднего крыла M. lysimnia tapajona, которая у M. lysimnia nesaea полностью жёлтая.
Открытие этого нового подвида Mechanitis lysimia в районе, известном как «центр эндемизма Тапажос», является важным открытием, поскольку это был один из нескольких центров эндемизма бабочек, где местная форма M. lysimnia была неизвестна, что представляет собой самый большой пробел в распространении этого вида в Южной Америке. Тот факт, что этот подвид был неизвестен до сих пор, может быть связан с тем, что он является редкой бабочкой в этом регионе; единственная особь была найдена в районе реки Кристалино после более чем 700 часов полевых работ, включая целый год сбора проб первым автором статьи с описанием подвида. Поэтому, хотя M. lysimnia tapajona известен только из четырех местонахождений в южной и юго-восточной Амазонии, потенциально он мог встречаться при одинаково низкой плотности на большой территории определённой верховьями рек Тапажос и Арагуайя в бразильских штатах Пара и северном Мату-Гросу.
О фенотипах, схожих с данным подвидом, сообщалось ранее, но они считались частью вариации гибридных популяций, ранее известных как Mechanitis elisa connectens.

## Биология
Немногочисленные известные особи были отловлены в лесных местообитаниях недалеко от водоемов. Растение-хозяин и неполовозрелые особи неизвестны, хотя ожидается, что личинки будут стайными и будут питаться пасленовыми (Solanaceae), как и другие виды рода Mechanitis, включая несколько других подвидов M. lysimnia.